# Trylogia dolarowa
Trylogia dolarowa – popularna nazwa serii trzech spaghetti westernów w reżyserii Sergia Leonego z połowy lat 60. XX wieku, z Clintem Eastwoodem w roli głównej i z muzyką Ennia Morriconego. Filmy nie są ze sobą powiązane fabularnie, choć łączy je grana przez Eastwooda postać rewolwerowca, który w każdym z filmów nosi inne imię.
Filmy tworzące trylogię – Za garść dolarów (Per un pugno di dollari, 1964), Za kilka dolarów więcej (Per qualche dollaro in più, 1965) oraz Dobry, zły i brzydki (Il buono, il brutto, il cattivo, 1966) – cechowały się nieomal operową reżyserią; Leone przywiązywał wagi do starannego budowania napięcia, które potęgowała dodatkowo eksperymentalna, surrealistyczna muzyka Morriconego. Szczególnym motywem cechującym trylogię dolarową jest również częste stosowanie zbliżeń oraz wieloznaczność moralna bohaterów, którzy rzadko przypominają szlachetnych kowbojów z amerykańskich westernów epoki kina klasycznego.
Choć trylogia dolarowa była początkowo negatywnie przyjęta przez krytyków filmowych, a Za garść dolarów uznawano wręcz za plagiat Straży przybocznej Akiry Kurosawy (co skutkowało nawet procesem z japońskim reżyserem), w Europie Zachodniej seria trzech westernów Leonego cieszyła się sporym powodzeniem. Współcześnie – jak wskazuje agregator Metacritic – w kręgu anglosaskim trylogia dolarowa jest odbierana pozytywnie.